# Мінішти
Мінішти́ (рос. Миништы, башк. Миңеште) — село у складі Дюртюлинського району Башкортостану, Росія. Входить до складу Маядиківської сільської ради.
Населення — 561 особа (2010; 569 у 2002).
Національний склад:
- башкири — 68 %
- татари — 30 %

В селі народився башкирський народний поет Хабіб-Нажара Наджмі (1918-1999).